# 練習曲 (ショパン)
フレデリック・ショパン作曲の練習曲（れんしゅうきょく）は、ピアノのための練習曲の中で最も有名なものの一つであり、全部で27曲存在する。練習曲ではあるが、音楽的にも完成された作品であり、演奏会でも取り上げられることが多い。愛称がついている作品も多いが、愛称はどれもショパン自身によるものではない。

## 概要
全部で3つの曲集からなる。
- 12の練習曲 作品10
- 12の練習曲 作品25
- 3つの新しい練習曲

有名な曲としては、「12の練習曲 作品10」の第3番 ホ長調『別れの曲』、第5番 変ト長調『黒鍵』、第12番 ハ短調『革命』、「12の練習曲 作品25」の第1番 変イ長調『エオリアン・ハープ』、第9番 変ト長調『蝶々』、第11番 イ短調『木枯らし』、第12番 ハ短調『大洋』などが挙げられる。

## 12の練習曲 作品10
初版は1833年に発表された（一部は1829年には既に作曲されていた）。その時ショパンは23歳であり、当時パリのサロンでは既にショパンは有名な作曲家、ピアニストとして認知されていた。この曲集はフランツ・リストに捧げられ、2人が知り合うきっかけにもなった。世界初録音は1927年。
- 作曲年代：1829年～1832年
- 出版：1833年

### 第1番 ハ長調
日本ではあまり呼ばれないが、海外では『滝（Waterfall）』や『階段』の愛称で呼ばれることがある。ほとんどが全音符オクターブ演奏である左手の上に右手のアルペッジョ、広い分散和音から成る。

### 第2番 イ短調
右手の、より弱い指を鍛える練習。親指と人差し指は内声を、中指、薬指、小指で旋律を奏でる。
ショパンは元々、旋律では中指を伴わず薬指と小指のみで演奏することを意図していた。しかしこのような奏法は一般に困難であるため、その後中指を伴った奏法に変更された。
この曲は1分30秒に満たない短めの曲であるが、右手の中指・薬指・小指の過剰なまでの酷使のため、練習の際は隣に医者を用意するべしと揶揄されるほどである。半音階をこの3本の指でほぼすべてを奏で上げるという異色の構成となっており、熟練したピアニストでも相当の訓練を必要とすると言われる。親指と人差し指によって奏でられる和音は、実はこの曲の主旋律とも解釈できる。この和音の音が弱まらないように人差し指に神経を集中させつつ、かつ半音階をミスなく弾きこなすのは至難の業である。
海外では『半音階（Chromatic）』の愛称で呼ばれることもある。

### 第3番 ホ長調『別れの曲』
旋律とポリフォニーの練習。中間部は様々な度数の重音跳躍。『別れの曲』という通称はショパンを題材にしたフランス映画の邦題に由来し、このように称されるのは日本のみである。海外では『悲しみ（哀しみ）』や『憂鬱』を意味する "Tristesse" の愛称で呼ばれることもある。
出版譜の速度記号は「レント・マ・ノン・トロッポ」（メトロノーム指定は8分音符=100）であるが、現存する2つの自筆譜の速度記号は、最初のものが「ヴィヴァーチェ」、次のものが「ヴィヴァーチェ・マ・ノン・トロッポ」となっており、出版時に「レント・マ・ノン・トロッポ」に変更したものと考えられる。（ただし、このことを以て、ショパンが当初想定したテンポが物理的にずっと速いものだったとは言えない。）なお、2つ目の自筆譜の末尾には、間を置かず次の第4番の演奏に入る（アタッカ）よう指示がある。

### 第4番  嬰ハ短調
両手とも大変急速、かつ半音、1音の細かい動きとオクターヴを超える分散和音の動きが交互に現れる。海外では『激発』や『迸り』を意味する "Torrent" の愛称で呼ばれることもある。1曲の中でさまざまな技術を要するが、それほど難曲でもないという意見もある。他の曲のように特定の動きに特化して指を酷使したりせず、すべての指の動きがバランスよく配置されており、演奏者への局所的な負担が少ない割には極めて激しく情熱的な演奏効果をあげることができるとも言える。音楽的表現の練習も含まれていることを忘れてはならない。

### 第5番 変ト長調『黒鍵』
変ト長調で作曲されたこの曲は、右手による主旋律の全てが（第66小節の2拍目のヘ音を除いて）黒鍵によって演奏されることからこの通称がつけられている。後年になって付けられた通称であるが、ショパン自身もこのことは意識して作曲しているという。華やかな曲で演奏機会も多いが、ショパン自身はあまり高く評価していなかったようで、クララ・ヴィークがこの曲を演奏したことについて、「黒鍵のために書かれたということを意識して聴かないとあまり面白くないこのような曲を、なぜわざわざ選んだのか」という意味のコメントを残している（1839年4月25日のフォンタナへの手紙）。
後にレオポルド・ゴドフスキーによって作曲された『ショパンのエチュードによる練習曲』では、この曲の主題を編曲したものが最も多く、反行形や白鍵形など7つの応用形が提示されている。

### 第6番 変ホ短調
第3番同様。ただしこちらは内声部の細かい動きを担当するのは、大部分が左手である。
海外では『悲歌（Lament）』の愛称で呼ばれることもある。

### 第7番 ハ長調
右手重音の練習。旋律が右手だけでなく、低音部にもある。常に軽快さと、レガートの柔軟性が求められる。海外では『トッカータ（Toccata）』や『雪上の狩り』の愛称で呼ばれることもある。

### 第8番 ヘ長調
軽快な曲。上声部は旋律の上を駆け巡るパッセージを展開しており、正確な演奏を要求される。
英語圏では『陽光（Sunshine）』の愛称で呼ばれることがある。

### 第9番 ヘ短調
左手の一見単純な伴奏型は、柔らかくよく動く手首を要求される。その上に自然に乗って、右手は始め静かに歌い出し、途中叫び、最後は両手揃って静かにお辞儀をするように幕を閉じる。
海外では『嵐（La tempête）』の愛称で呼ばれることもある。

### 第10番 変イ長調
2連音符と3連音符が組み合わさって作られている個性的な練習曲であり、跳躍するオクターヴの軽快な旋律を様々なフレージングや奏法で弾く。華やかで演奏効果は高く、ハンス・フォン・ビューローは「この練習曲を完璧な方法で演奏しうる人が初めてピアノ演奏の最高峰を獲得した人だと言える」と語っている。
海外では『ハープ（La harpe）』の愛称で呼ばれることもある。

### 第11番 変ホ長調
アルペッジョの練習曲で、両手とも間隔の非常に広い和音をハープの様に連続して、しかも柔らかく弾く。海外では『アルペッジョ（Arpeggio）』の愛称で呼ばれることもある。

### 第12番 ハ短調『革命』
一般に『革命のエチュード』として知られている作品である。この曲は、彼が演奏旅行でポーランドを離れてパリへ向かう途中、革命が失敗し、故郷のワルシャワが陥落したとの報をきいて作曲したものといわれている。この時期のショパンの精神状態が普通でなかったことは彼の日記からもうかがえる。左手の急速な動きは間隔の広狭が次々と変化する。また右手オクターヴ（さらに幾つかの音を追加した和音）の練習。
ちなみに、『革命』という愛称はこの練習曲集を献呈されたフランツ・リストが付けたと言われている。

## 12の練習曲 作品25
- 作曲年代：1832年～1836年
- 出版：1837年

### 第1番 変イ長調 『エオリアン・ハープ』
両手とも流れる分散和音だが、ポジションの移動は小さい。音の列の中から何重もの旋律を浮かび上がらせる練習。『エオリアン・ハープ（Aeolian Harp）』と名付けたのはシューマンと言われ、他にも海外では『牧童（The Shepherd Boy）』の愛称で呼ばれることもある。

### 第2番 ヘ短調
右手で8分音符の三連符、左手で4分音符の三連符を弾くポリリズムの練習曲だが、3拍子ではなく2分の2拍子であること、そして「モルト・レガート」を意識して弾く必要がある。英語圏では『慰め』や『癒し』を意味する "Balm" の愛称で呼ばれることもある。また、くるくると飛び回るような印象から『蜜蜂（bees）』と呼ばれることもある。後にヨハネス・ブラームスが6度の和声をつけて改作している。

### 第3番 ヘ長調
増4度（減5度）の転調を2度繰り返して元調に戻るというユニークな手法がとられている。英語圏では『車輪（Cartwheel）』や『騎手（The horseman）』の愛称で呼ばれることもある。

### 第4番 イ短調
両手スタッカートの練習。左手の跳躍を正確に弾きこなすのも困難な課題の一つ。右手で謎めいた旋律が時にスタッカートで、時にレガートで演奏される。しかし、右手は左手のスタッカート伴奏も一部受け持っているのであり、両者を一度に右手でこなすのも困難である。なお、この曲のフランス初版のメトロノーム指定は「4分音符=120」であるが、ドイツ初版では「4分音符=160」と、指定の食い違いが見られる（これはフランス初版の誤りであるともいう。） 。
また、英語圏では『パガニーニ（Paganini）』の愛称で呼ばれることがある。

### 第5番 ホ短調
鋭い音価の付点リズムの和音と、その短い音の部分が長くなったリズムの差を弾き分ける。中間部は右手でその継続で充分なめらかになり重音付の分散和音を奏し続ける中で左手はバスを弾き、両手で適宜美しい旋律を弾く指を渡し合う。冒頭の指示標語から『スケルツォ風（Scherzando）』とも呼ばれる。また、英語圏では『外した音』や『まちがった打鍵』を意味する "Wrong Note" の愛称で呼ばれることがある。

### 第6番 嬰ト短調
右手の半音階3度重音の急速な連続。左手は幅広い分散和音の伴奏と低音旋律。初めは旋律的な美しさがひっそりと秘められているが、途中からそれは中音部において表に出て来て、聞く者の哀愁を誘う。ピアノ曲の中でも最高の難曲の1つである。
凍った地面の上を走るトロイカの鈴の音にも例えられ、英語圏では『3度（Thirds）』あるいは『3度重音（Double Third）』の愛称で呼ばれることもある。

### 第7番 嬰ハ短調『恋の二重唱』
旋律は、はじめカノンのように低声を高声が追いかけて始まるが、すぐに別々の動きを示し、時に反発し、時に寄り添いしながら続いてゆく。その掛け合いは、あたかもオペラの二重唱を見ているかのようである。静かに始まった曲が中間部で情熱的な盛り上がりを見せ、後半は沈黙していくように静かに切なく消えていく。夜想曲形式としても見ることが出来る。
海外では『チェロ（Cello）』の愛称で呼ばれることがある。ピアニストのアルフレッド・コルトーは「右手の悲しげな、憂いに満ちた旋律が左手の陰気な不平に答えている」と評し、ハンス・フォン・ビューローは「フルートとチェロの二重奏」と表現している。

### 第8番 変ニ長調
三部形式。右手は終始6度重音の連続。左手は6度を中心に様々な間隔の重音と、離れたバスを組み合わせての伴奏。英語圏では『6度（Sixths）』と呼ばれることがある。
ハンス・フォン・ビューローは、この曲は第6番と並んでピアニストに必須の曲であるとし、指の柔軟のため、また演奏会の前の準備として、6回通して弾くことを勧めている。

### 第9番 変ト長調『蝶々』
一般に『蝶々（Butterfly）』の愛称で親しまれており、練習曲集で最も短い曲の一つ。聞いた印象はかわいらしいが、特に右手による3度重音とオクターヴの軽やかな連鎖を弾きこなすのは大変な修練を要する。

### 第10番 ロ短調
両手のオクターヴで強打する主部と、右手のオクターヴの美しい旋律プラス左手は様々な度数の重音による伴奏という中間部の対比が劇的である。そのためにこの曲は『オクターヴ（Octave）』の愛称で呼ばれることがある。

### 第11番 イ短調『木枯らし』
『木枯らし（Winter Wind）』の愛称で親しまれている作品であり、右手の急速な分散和音は、和音構成音と半音下降を巧みに組み合わせてあり、聞く者に異様な印象を与えることに成功している。4小節のレントの前奏のあと、アレグロ・コン・ブリオとなり4小節にまたがる16分音符の6連符による分散和音が続く。途中、左手にも分散和音やアルペッジョが登場する。

### 第12番 ハ短調『大洋』
両手アルペジョがうねるように延々と続く中に、美しいコラール風旋律が、あたかも水中に垣間見えるかのように聞こえる。

## 3つの新しい練習曲『モシェレスのメトードのための』KK. IIb-3, B. 130
- 作曲年代：1839年
- 出版：1840年

作曲家モシェレスとフェティスの編纂した教則本『諸メトードのメトード（Methode des methodes）』の中に含まれており、作品番号はない。CDや楽譜などでは第2番と第3番が入れ替わっていることもあるが、これはフランス初版の際の乱丁が原因だといわれている。

### 第1番 ヘ短調
リズムの練習。右手は4分音符の3連符、左手は8分音符8個。曲調としては作品25-2と似ているが、さらに陰鬱で左手声部の広い音域が特徴的である。

### 第2番 変イ長調
右手で3連符、左手で2連符のリズムが終始続く。一見単調そうだが、絶妙な和声進行で書かれている。

### 第3番 変ニ長調
片手でレガートとスタッカートを同時に引き分ける。ワルツのように軽快な曲。『ワルツ第13番 変ニ長調 作品70-3』を思わせる感じである。